# الحزب الاشتراكي البريطاني

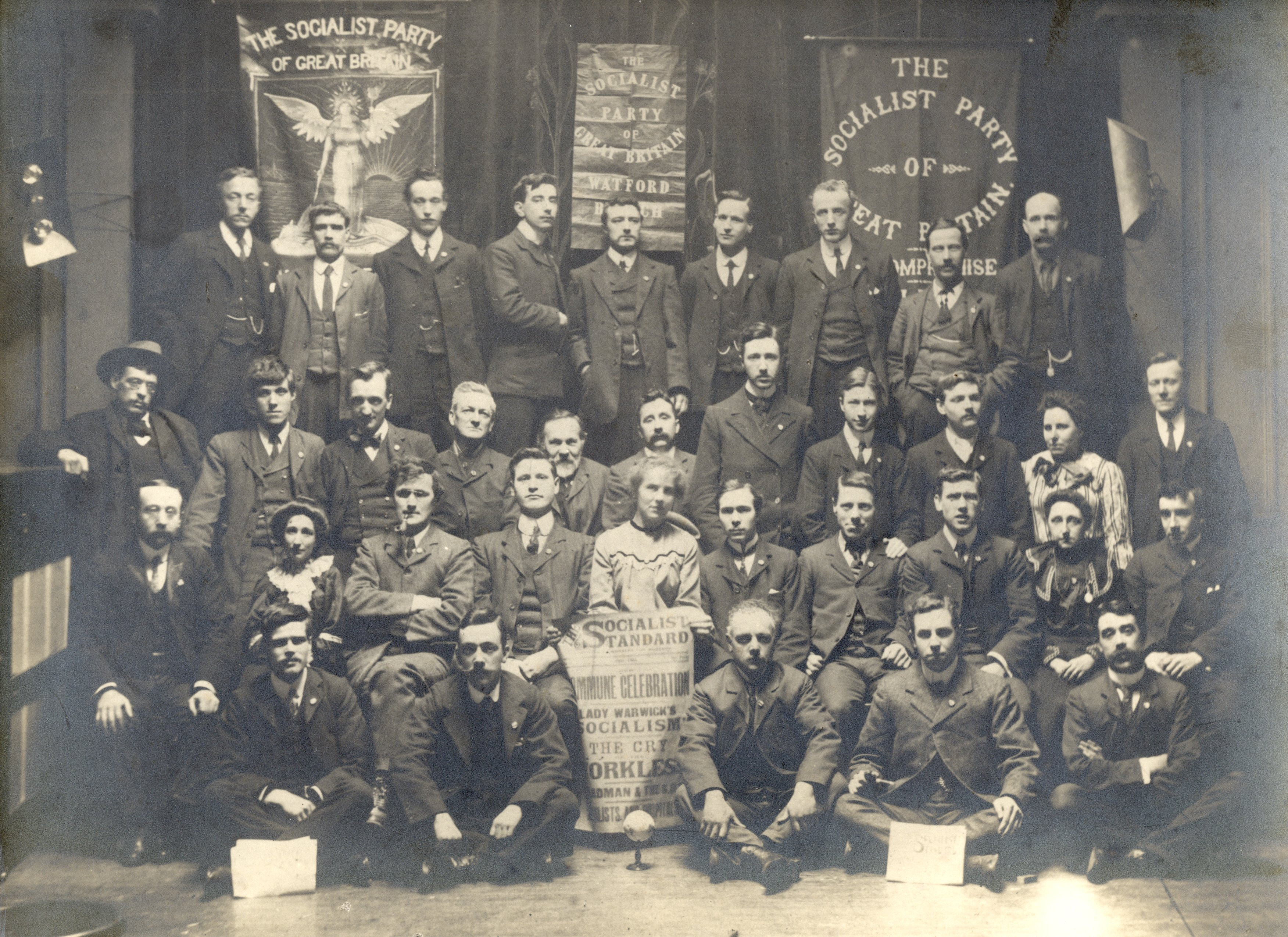
1905

الحزب الاشتراكي البريطاني (بالإنجليزية: Socialist Party of Great Britain)‏
هو حزب سياسي ذو توجه ماركسي. تأسس عام 1904.
الحزب الإشتراكى لبريطانيا العظمى (SPGB) هو حزب إشتراكى سياسى في المملكة المتحدة. حزب ثورى ماركسى معارض للإصلاحية.
لقد تم إنشاء الحزب الإشتراكى لبريطانيا العظمى مستوحياً الفكرة من الإتجاه الإشتراكى للحركة الاشتراكية في كندا، وذلك بعد طرد الأعضاء بواسطة هنرى هيندمان من الاتحاد الديمقراطى الإجتماعى في المملكة المتحدة.

## التاريخ
في 12 يونيو عام 1904 تم تأسيس الحزب الإشتراكى لبريطانيا العظمى، مما يجعله أقدم حزب إشتراكى نشط في المملكة المتحدة. كان جاك فيتزجيرالد عضواً في الاتحاد الديمقراطى الإجتماعى وقد تم طرده لقيامه بتدريس النظرية الماركسية الاقتصادية، ثم أصبح بعد ذلك عضواً بارزاً في الأعضاء المؤسسين للحزب الإشتراكى لبريطانيا العظمى.
والهدف الحالي اليوم هو نفسه الذي اتفق عليها لأعضاء المؤسسون. وهو «إنشاء نظام للمجتمع يقوم على الملكية المشتركة والسيطرة الديمقراطية على وسائل وأدوات إنتاج وتوزيع الثروة من قبل في مصلحة المجتمع بأسره».
في 1 سبتمبر 1904، تم نشرالعدد الأول للحزب الاشتراكي ونشرت أعداد جديدة كل شهردون انقطاع منذ ذلك الحين. في عام 1904 غادر الحزب الدولى الثانى بسبب إصلاحه
وقد تضمنت الكتيبات الأولية «الاشتراكية والدين» وإعادة طبع كتاب «الفن والعمل والاشتراكية» لوليام موريس وترجمة كتاب «من الحرف اليدوية إلى الرأس مالية», و «الطبقة الرأس مالية» و «الطبقة العاملة» لكارل كوتسكى. كما نشرت ايضاً المناقشات والتي تتضمن مناقشات جاك فيتزجيرالد ضد الحزب الليبرالى (هل يجب على الطبقة العاملة دعم الطبقة الليبرالية؟) في عام 1911, حزب العمل الإشتراكى (منتدى عمال جوفان المفتوح 1931) ونقاش ايدجار هاردكاسل ضد «الاتحاد الفيدرالى» (هل يجب على الاشتراكين دعم الاتحاد الفيدرالى) في عام 1940.
في الحرب العالمية الأولى، تم حظر تصدير النماذج الاشتراكية من قبل وزارة الداخلية بموجب لوائح الدفاع 27 و 57. على الرغم من أن الحزب الاشتراكي عارض الطليعة بما في ذلك اللينينية، وكان المنشور الوحيد في بريطانيا لطباعة مقال من البلاشفة في عام 1915 الذي دعا لإنهاء الحرب. وقد عارض الحزب الاشتراكى كل حرب منذ تأسيسه.
في عام 1937 صرح السير ويليام بودكين للبرلمان النيوزيلندي بأن «المعيار الاشتراكي» كان «السلطة الأكثر تميزا في العالم الاشتراكي في الإمبراطورية البريطانية».

## فترة ما بعد الحرب
خلال الحرب العالمية الثانية تجنبا لعديد من الأعضاء التجنيد الإلزامى فتوقت الحرب من خلال كونهم معارضين للحرب، ولكن المعارضة الاشتراكية للحرب كان عليها رقابة شديدة. وفي عام 1945، شارك الحزب الإشتراكى لبريطانيا العظمى في انتخابها لعام الأول معالم رشح كليفور دغروفيز، وبعد فترة وجيزة من الحرب العالمية الثانية، انتقل الحزب إلى مكتبه الرئيسي الحالي في شارع كلفام هاي. ولم يقم الحزب أبدا بحملة من أجل إجراء الإصلاحات وسعى دائما إلى الانتخاب في بيان صريح للاشتراكية.
خلال الخمسينيات، نشر الحزب الإشتراكى لبريطانيا العظمى «جريدة المنتدى» للنقاش بين الأعضاء، مما أدى في نهاية المطاف إلى رحيل رئيساً لحزب الرئيسي توني تيرنر. في عام 1969، ونشر الحزب منشور واحد متعدد اللغات لمرة واحدة يسمى «الاشتراكية العالمية 69».في عام 1975، نشر أحدا لأعضاء تاريخ غير رسمي للحزب (النصب التذكاري لروبرت بارلتروب). ناقش فيه إدغار هاردكاسلفر ونتبينشر المحافظ سير كيثجوزي ففي عام 1975، والتقى الحزب الاشتراكي جبهة العمل العمالية تونيبن في عام 1980.
في عام 1991، غادر الحزب بعض الأعضاء البارزين بما فيهم إدغارهار دكاسل، والذين كانوا في فروع لندن التي تم حلها. شكل العديد من هؤلاء الأعضاء «الدراسات الاشتراكية» وقاموا بنشر عدد كل ثلاثة أشهر بنفس الاسم.

## القرن ال 21
في عام 2004, قام الحزب الإشتراكى لبريطانيا العظمى بنشر «الاشتراكية أو استعد أموالك» وهو كتاب يحتوى على مقالات من تاريخ المعيار الإشتراكى. وكان إصدار يونيو 2004 من المعيار الإشتراكى إصداراً مميزاً لإحياء الذكرى المئوية للحزب وشرح تاريخ الحزب.
في عام 2014, شارك الحزب الإشتراكى لبريطانيا العظمى في انتخابات البرلمان الأوربى وظهروا لأول مرة على التلفاز في قناه البى بى سى. وفي عام 2015 شارك مرشح الحزب في الانتخابات ضد جيرمى كوربين. كما تم إعلان بيرني ساندرز كمشارك في المعيار الاشتراكى في عام 2016.